# Code des villes rhénanes
Le code des villes rhénanes est créé en 1856. Il marque le début de l'autonomie communale moderne dans la province de Rhénanie, en royaume de Prusse. La place constitutionnelle des communes dans l'État est longtemps controversée. Jusqu'au milieu du XXe siècle, l'opinion selon laquelle les communes ne font pas partie de l'État, mais sont plutôt un phénomène social, perdure. Le code des villes prussiennes de 1808 et 1831 est considéré comme la base du code des villes rhénanes. Au sens moderne, ils présentent toutefois quelques faiblesses : Par exemple, l'ancien ordre social est maintenu et le droit de vote est lié à la propriété.
Avant l'introduction du code des villes rhénanes en 1856, il y a un désaccord entre le pouvoir central prussien et la Rhénanie. Alors que la Rhénanie est caractérisée par des structures juridiques, économiques et constitutionnelles modernes - un acquis qui a été conservé de la domination française - les provinces orientales, marquées par l'agriculture et les corporations, s'y opposent. La révolution de 1848 et le nouveau code communal de 1850 favorisent toutefois un ordre fondamental libéral. L'application constitutionnelle du code des villes a finalement lieu le 15 mai 1856. Le code des villes rhénanes est remplacé le 1er janvier 1934 par la loi constitutionnelle prussienne sur les communes.

## Liste de villes
Les villes suivantes reçoivent le code des villes rhénanes :
| Ville                                                        | Date              |
| ------------------------------------------------------------ | ----------------- |
| Aix-la-Chapelle                                              | 13 juin 1856      |
| Ahrweiler                                                    | 9 février 1857    |
| Andernach                                                    | 2 mars 1857       |
| Bacharach                                                    | 2 mars 1857       |
| Barmen (maintenant Wuppertal)                                | 13 juin 1856      |
| Bernkastel (maintenant Bernkastel-Kues)                      | 9 novembre 1857   |
| Bitburg                                                      | 9 novembre 1857   |
| Bonn                                                         | 13 juin 1856      |
| Boppard                                                      | 23 février 1857   |
| Braunfels                                                    | 20 juillet 1857   |
| Brühl                                                        | 12 avril 1910     |
| Burg an der Wupper (maintenant Solingen)                     | 18 août 1856      |
| Burscheid                                                    | 18 août 1856      |
| Burtscheid (maintenant Aix-la-Chapelle)                      | 4 septembre 1856  |
| Clèves                                                       | 18 août 1856      |
| Coblence                                                     | 15 mai 1857       |
| Cochem                                                       | 29 décembre 1856  |
| Cologne                                                      | 13 mai 1856       |
| Cronenberg (de) (maintenant Wuppertal)                       | 23 octobre 1856   |
| Dahlen (depuis 1878 Rheindahlen, maintenant Mönchengladbach) | 24 septembre 1856 |
| Deutz (maintenant Cologne)                                   | 9 novembre 1857   |
| Dinslaken                                                    | 25 mai 1857       |
| Dorp (de) (maintenant Solingen)                              | 4 septembre 1856  |
| Duisburg                                                     | 27 octobre 1857   |
| Dülken (maintenant Viersen)                                  | 29 mai 1857       |
| Düren                                                        | 4 septembre 1856  |
| Düsseldorf                                                   | 13 mai 1856       |
| Ehrenfeld (maintenant Cologne)                               | 8 octobre 1879    |
| Elberfeld (maintenant Wuppertal)                             | 13 mai 1856       |
| Emmerich                                                     | 24 août 1857      |
| Erkelenz                                                     | 26 avril 1858     |
| Eschweiler                                                   | 26 avril 1858     |
| Essen                                                        | 13 mai 1856       |
| Eupen                                                        | 13 mai 1856       |
| Euskirchen                                                   | 24 novembre 1856  |
| Geldern                                                      | 18 août 1856      |
| Gemünd (maintenant Schleiden)                                | 4 septembre 1856  |
| Gerresheim (maintenant Düsseldorf)                           | 16 janvier 1858   |
| Gladbach (maintenant Bergisch Gladbach)                      | 9 août 1856       |
| Gladbach (maintenant Mönchengladbach)                        | 26 mai 1859       |
| Goch                                                         | 18 août 1856      |
| Gräfrath (maintenant Solingen)                               | 4 septembre 1856  |
| Gummersbach                                                  | 18 mai 1857       |
| Haan                                                         | 1er avril 1921    |
| Hamborn (maintenant Duisbourg)                               | 20 mars 1911      |
| Hardenberg (depuis 1935 Neviges, maintenant Velbert)         | 9 septembre 1922  |
| Heinsberg                                                    | 9 novembre 1857   |
| Hilden                                                       | 18 novembre 1861  |
| Hitdorf (maintenant Leverkusen)                              | 26 octobre 1857   |
| Höhscheid (de) (maintenant Solingen)                         | 4 septembre 1856  |
| Homberg (maintenant Duisbourg)                               | 12 février 1921   |
| Honnef                                                       | 14 juillet 1862   |
| Hückeswagen                                                  | 4 avril 1859      |
| Isselburg                                                    | 10 mai 1858       |
| Juliers                                                      | 19 août 1867      |
| Kaiserswerth (maintenant Düsseldorf)                         | 8 mars 1858       |
| Kaldenkirchen (maintenant Nettetal)                          | 4 septembre 1856  |
| Kalk (maintenant Cologne)                                    | 2 mai 1881        |
| Kempen                                                       | 7 février 1859    |
| Kettwig (maintenant Essen)                                   | 25 mai 1857       |
| Kirchberg                                                    | 23 août 1858      |
| Kirn                                                         | 1er mai 1857      |
| Königswinter                                                 | 17 mai 1889       |
| Krefeld                                                      | 13 mai 1856       |
| Kreuznach                                                    | 13 mai 1856       |
| Langenberg (maintenant Velbert)                              | 13 mai 1856       |
| Leichlingen                                                  | 4 septembre 1856  |
| Lennep (maintenant Remscheid)                                | 17 août 1857      |
| Linnich                                                      | 7 mars 1864       |
| Linz                                                         | 25 mai 1857       |
| Lüttringhausen (maintenant Remscheid)                        | 18 août 1856      |
| Malmedy                                                      | 4 septembre 1856  |
| Malstatt-Burbach (maintenant Sarrebruck)                     | 3 mai 1875        |
| Mayen                                                        | 20 juillet 1857   |
| Meiderich (maintenant Duisbourg)                             | 11 octobre 1894   |
| Merscheid (maintenant Solingen)                              | 24 septembre 1856 |
| Merzig                                                       | 25 mai 1857       |
| Mettmann                                                     | 23 octobre 1856   |
| Moers                                                        | 24 août 1857      |
| Montjoie                                                     | 4 septembre 1856  |
| Mülheim (maintenant Cologne)                                 | 9 août 1856       |
| Mülheim an der Ruhr                                          | 13 mai 1856       |
| Münstereifel                                                 | 2 novembre 1856   |
| Neuerburg                                                    | 26 avril 1859     |
| Neuss                                                        | 13 mai 1856       |
| Neukirchen (maintenant Leverkusen)                           | 24 août 1857      |
| Neustadt (maintenant Bergneustadt)                           | 4 janvier 1858    |
| Neuwied                                                      | 18 août 1856      |
| Oberhausen                                                   | 10 septembre 1874 |
| Oberwesel                                                    | 3 octobre 1856    |
| Odenkirchen (maintenant Mönchengladbach)                     | 24 septembre 1856 |
| Opladen (maintenant Leverkusen)                              | 27 décembre 1858  |
| Orsoy (maintenant Rheinberg)                                 | 23 mai 1859       |
| Ottweiler                                                    | 9 novembre 1857   |
| Prüm                                                         | 11 septembre 1856 |
| Radevormwald                                                 | 24 septembre 1856 |
| Ratingen                                                     | 18 août 1856      |
| Rees                                                         | 9 novembre 1857   |
| Remagen                                                      | 2 février 1857    |
| Remscheid                                                    | 13 juin 1856      |
| Rheinbach                                                    | 17 mai 1862       |
| Rheinberg                                                    | 16 janvier 1858   |
| Rheydt (maintenant Mönchengladbach)                          | 24 septembre 1856 |
| Ronsdorf (maintenant Wuppertal)                              | 18 août 1856      |
| Ruhrort (maintenant Duisbourg)                               | 25 mai 1857       |
| Sarrebruck                                                   | 3 mai 1859        |
| Sarrebourg                                                   | 25 mai 1857       |
| Sarrelouis                                                   | 4 septembre 1856  |
| Sankt Goar                                                   | 23 février 1857   |
| Saint-Jean (maintenant Sarrebruck)                           | 3 mai 1859        |
| Saint-Vith                                                   | 4 septembre 1856  |
| Saint-Wendel                                                 | 19 avril 1858     |
| Schleiden                                                    | 25 mai 1857       |
| Siegburg                                                     | 25 mai 1857       |
| Simmern                                                      | 2 février 1857    |
| Sinzig                                                       | 2 février 1857    |
| Sobernheim                                                   | 1er mai 1857      |
| Solingen                                                     | 18 août 1856      |
| Steele (maintenant Essen)                                    | 25 mai 1857       |
| Sterkrade (maintenant Oberhausen)                            | 17 mars 1913      |
| Stolberg                                                     | 4 septembre 1856  |
| Stromberg                                                    | 1er mai 1857      |
| Süchteln (maintenant Viersen)                                | 23 octobre 1856   |
| Trarbach (maintenant Traben-Trarbach)                        | 29 décembre 1856  |
| Trier                                                        | 13 mai 1856       |
| Uerdingen (maintenant Krefeld)                               | 18 août 1856      |
| Vallendar                                                    | 2 novembre 1856   |
| Velbert                                                      | 23 octobre 1856   |
| Viersen                                                      | 13 mai 1856       |
| Vohwinkel (maintenant Wuppertal)                             | 12 février 1921   |
| Wald (maintenant Solingen)                                   | 4 septembre 1856  |
| Werden (maintenant Essen)                                    | 25 mai 1857       |
| Wermelskirchen                                               | 2 juillet 1873    |
| Wesel                                                        | 13 mai 1856       |
| Wetzlar                                                      | 13 mai 1856       |
| Wevelinghoven (maintenant Grevenbroich)                      | 24 septembre 1856 |
| Wiesdorf (maintenant Leverkusen)                             | 12 février 1921   |
| Wipperfürth                                                  | 23 octobre 1856   |
| Wittlich                                                     | 20 avril 1857     |
| Wülfrath                                                     | 23 octobre 1856   |
| Würselen                                                     | 26 mars 1924      |
| Xanten                                                       | 18 août 1856      |
| Zell                                                         | 29 décembre 1856  |
| Zülpich                                                      | 24 novembre 1856  |